# Łazów (województwo mazowieckie)
Łazów (Język staroruski: Łazowo) – wieś w Polsce położona w województwie mazowieckim, w powiecie sokołowskim, w gminie Sterdyń. Ma status sołectwa.
| SIMC    | Nazwa   | Rodzaj  |
| ------- | ------- | ------- |
| 0690565 | Paderew | kolonia |

W latach 1954–1959 wieś należała i była siedzibą władz gromady Łazów, po jej zniesieniu w gromadzie Sterdyń. W latach 1975–1998 miejscowość administracyjnie należała do województwa siedleckiego.
Prawosławni autochtoni należą do parafii Świętej Trójcy w Siedlcach.
Wierni wyznania rzymskokatolickiego należą do parafii Wniebowzięcia NMP w Łazówku.

## Historia
Wieś Łazów i Łazówek (dawniej: Łazowo) były w posiadaniu bojarów ruskich. W 1458 roku występował niejaki Jan z Łazowa, a w 1475 roku Jakub i Stanisław sprzedali Łazowo Stanisławowi Zawiszy h. Lubicz, późniejszemu sędziemu drohickiemu (1481-1507). Pierwszą cerkiew prawosławną w Łazowie ufundowali bojarzy ruscy osadzeni przez wielkiego księcia litewskiego Kazimierza Jagiellończyka (1427-1492).